# École normale supérieure de jeunes filles
Die École normale supérieure de jeunes filles (ENSJF) war eine französische Grande école in Sèvres, die speziell für das Frauenstudium gegründet wurde.

## Geschichte
Die ENSJF entstand auf Initiative des Politikers Camille Sée mit dem Gesetz vom 29. Juli 1881 zur Gründung der École normale des professeurs-femmes de Sèvres.
Sie befand sich von 1881 bis 1940 in der ehemaligen Königlichen Porzellanmanufaktur in Sèvres, wurde dort unter der Besatzung vertrieben und zog im Jahr 1948 an den Boulevard Jourdan im vierzehnten Arrondissement von Paris in provisorische Bauten, die nie wieder aufgebaut wurden. Die geplante Unterbringung in Montrouge wurde nie realisiert, die errichteten Räumlichkeiten wurden schließlich der ENS Rue d’Ulm zugeordnet.
Auf Initiative der letzten Direktorin Josiane Serre fusionierte sie 1985 mit der (bis dahin männlichen Studenten vorbehaltenen) École Normale Supérieure (rue d’Ulm), um eine neue gemeinsame ENS zu bilden. Diese – vom Direktor der ENS Rue d’Ulm, Georges Poitou, unterstützte – Operation stieß bei Teilen der ENS Rue d’Ulm auf einigen Widerstand, welche die École de Sèvres als weniger prestigiös ansahen, und auch wegen der Statusunterschiede zwischen Lehrern beider Institutionen. (Die Lehrerinnen der École de Sèvres wurden als Professorinnen übernommen, während die Lehrer der ENS Rue d’Ulm Maîtres de Conférences waren.)
Die wohl bekannteste Lehrerin war Marie Curie, die dort ab 1900 unterrichtete. Nachdem sie 1903 den Nobelpreis für Physik erhalten hatte, wurde sie 1904 an die Sorbonne berufen.

## Direktorinnen (1881–1988)
- Julie Favre: 1881–1896
- Henri Marion geborene Jeanne Marie Hall: 1896–1906
- Louise Belugou: 1906–1919
- Anne Amieux: 1919–1936
- Eugénie Cotton: 1936–1941
- Edmée Hatinguais: 1941–1944
- Lucy Prenant: 1944–1956
- Marie-Jeanne Durry: 1956–1974
- Josiane Serre: 1974–1988

## Professorinnen und Absolventinnen (Auswahl)
- Michèle Audin, Mathematikerin und Schriftstellerin, Mitglied bei Oulipo
- Marie-Anne Bouchiat (1953), Physikerin und Mitglied der Académie des sciences
- Catherine Clément (1959), Philosophin und Schriftstellerin
- Marie Curie, Physikerin
- Christiane Klapisch-Zuber, Historikerin
- Luce Langevin, Physikerin und Biologin
- Anne Lauvergeon (1978), Unternehmerin
- Paulette Libermann, Mathematikerin
- Odile Macchi (1963), Physikerin und Mathematikerin, Mitglied der Académie des sciences
- Éliane Montel (1918), Physikerin und Chemikerin
- Barbara Romanowicz (1974), Geophysikerin
- Marie-Françoise Roy (1969), Mathematikerin
- Michelle Schatzman (1968), Mathematikerin
- Marisol Touraine, Politikerin
- Euphémie Vauthier (Garcin), Lehrerin und Schriftstellerin
- Françoise Verny, Verlegerin
- Marie-France Vignéras, Leiterin der Mathematik-Fakultät 1977–83
- Claire Voisin (1981), Mathematikerin und Professorin des Collège de France und Mitglied der Académie des sciences